# Luis Manuel Rubiales Béjar
Luis Manuel Rubiales Béjar (Las Palmas de Gran Canaria, 23 d'agost de 1977) és un exfutbolista i dirigent esportiu espanyol. Com a jugador en actiu, va destacar en la defensa del Llevant UD. És llicenciat en Dret per la Universitat CEU Cardenal Herrera. En la seva posterior carrera als despatxos, ha sigut president de l'Associació de Futbolistes i de la Reial Federació Espanyola de Futbol, i vicepresident de la Unió d'Associacions Europees de Futbol. Va dimitir dels dos últims càrrecs després de protagonitzar un cas de violència sexual envers la jugadora de la selecció espanyola Jenni Hermoso.

## Trajectòria esportiva
El 1991, amb 14 anys, s'incorpora en el Motril CF, equip de la ciutat on la família de Rubiales vivia des de poc temps després de néixer el jove. Els següents anys, transita per les categories de base de l'Atlètic de Madrid i del València CF.
Després de debutar en Tercera Divisió amb el Guadix CF i d'un breu pas pel Granada 74, despunta amb el filial del RCD Mallorca. La temporada 2000/01 debuta a Segona Divisió amb la UE Lleida. Amb els catalans hi juga 35 partits, però el seu equip baixa a Segona B i el defensa marxa al Xerez CD. Al quadre xeresista hi roman dues campanyes, sent titular a la segona d'elles, amb 37 partits.
L'estiu del 2003 fitxa pel Llevant UE. Els valencians pugen a la màxima categoria el 2004, però en el seu debut a Primera, el canari només juga 4 partits. Després d'un nou ascens a primera divisió dels llevantinistes el 2006, Rubiales hi jugaria 49 partits a la màxima categoria durant les dues següents temporades.
El 2008 deixa el Llevant i marxa a l'Alacant CF, de Segona Divisió. Un any després fitxa pel Hamilton Academical, però tot just hi disputaria tres partits de lliga a Escòcia abans de retirar-se del futbol professional i retornar a Espanya, per preparar la seva candidatura a la presidència de l'AFE.

## Trajectòria institucional

### President de l'Associació de Futbolistes Espanyols
Luis Rubiales es va presentar al càrrec de president de l'Associació de Futbolistes Espanyols (AFE) com a rival de Gerardo González Movilla, que no havia tingut contrincant des que va començar a exercir el càrrec el 1988. El març del 2010, després que Movilla retirés la seva candidatura uns dies abans de les votacions, Rubiales es convertí en president.
El sindicat de futbolistes era una institució poc activa, però amb l'arribada de Luis Rubiales es va tornar reivindicativa per intentar solucionar els problemes econòmics que patien molts futbolistes. Al cap de pocs dies de començar les seves funcions al càrrec, va deixar clares les seves intencions anunciant que podria convocar una vaga i afectar un clàssic entre el Reial Madrid i el Futbol Club Barcelona.
A inicis de la temporada 2011-2012, va convocar la primera vaga en 27 anys de futbolistes de Primera i Segona Divisió per demanar que es firmés un conveni col·lectiu que creés un fons per garantir el pagament dels sous dels futbolistes i imposés sancions als clubs que no complissin amb els pagaments.
L'any 2015 va seguir amb les reivindicacions en convocar una aturada indefinida a partir del maig perquè els futbolistes van ser exclosos durant l'elaboració del Reial Decret per a la venda centralitzada dels drets de televisió dels clubs de futbol. La Lliga de Futbol Professional (LPF) va demanar a l'Audiència Nacional la suspensió de la vaga per considerar-la il·legal. Finalment, es va arribar a un acord pel qual el 0,5% dels ingressos anuals pels drets audiovisuals s'ingressessin a l'AFE per destinar-los a fins relacionats amb la millora de les condicions laborals dels futbolistes i fomentar-ne la inserció laboral una vegada conclosa la seva activitat com a professionals del futbol.
Després de l'Assemblea d'AFE, celebrada a València el 26 de juny del 2016, va anunciar algunes d'aquestes mesures, entre les quals s'incloïen: un Pla d'Estalvi Fi de Carrera perquè els futbolistes poguessin accedir a aquests fons quan es retiressin, un fons econòmic per a situacions d'emergència i la posada en marxa d'una sèrie de serveis que es concentrarien a l'anomenada “Casa del futbolista”, com un centre mèdic, un laboratori de recerca muscular i concentracions perquè els jugadors sense equip poguessin entrenar i recuperar-se de les lesions.
El juny del 2016 va anunciar que era la seva intenció proposar a l'Assemblea d'AFE la integració de les futbolistes femenines a l'associació com a membres de ple dret. Es va aprovar la proposta per unanimitat. Després de la integració es va crear el Comitè de futbol Femení AFE.
A més de la presidència de l'AFE des del 2010, Rubiales és membre de la comissió directiva del Consell Superior d'Esports (CSD), membre de la junta directiva de la Reial Federació Espanyola de Futbol (RFEF), des del 2011 forma part de la taula per al diàleg social a l'Esport Europeu (Brussel·les), des del 2012 és membre del Comitè estratègic del futbol professional de la UEFA (Nyon), des del 2013 és vicepresident del comitè executiu de la Federació Internacional de Futbolistes Professionals (FIFPro). Del 2014 fins al juliol del 2017 va ser president de la junta directiva de la Mutualitat d'esportistes professionals (MDP); de la que n'era membre des del 2010.

### President de la Reial Federació Espanyola de Futbol
El 17 de maig del 2018 Luis Rubiales va succeir Ángel Villar com a president de la Reial Federació Espanyola de Futbol (RFEF), després d'obtenir la majoria absoluta en la votació de l'assemblea celebrada a la Ciutat del Futbol de Las Rozas. L'expresident de l'Associació de Futbolistes Espanyols (AFE) va aconseguir 80 vots per 56 de Juan Luis Larrea, més un en blanc.
En el seu discurs, Rubiales va utilitzar un to conciliador assegurant que tots els estaments tindrien lloc a la Federació, fins i tot aquells que no el van votar: "Vull una Federació per a tots". Va avançar que pretenia construir un organisme líder en transparència, dedicar esforços al futbol modest i incorporar la dona als càrrecs directius.
El 13 de juny del 2018, dos dies abans del debut de la selecció espanyola al Mundial de Rússia, va destituir fulminantment l'entrenador del combinat espanyol, Julen Lopetegui, després d'anunciar-se la seva contractació pel Reial Madrid CF, club que pretenia que el seleccionador dirigís el seu primer equip a la fi del Mundial. Rubiales va al·legar que les formes amb què el Madrid havia anunciat el fitxatge del seleccionador van ser un factor clau en la decisió. El president de la Federació havia demanat al club que esperés per fer l'anunci, tot i això, el Madrid va anunciar el fitxatge "uns minuts després", en contra de la petició de la Federació. A més, Lopetegui havia renovat el seu contracte amb la selecció tot just vint dies abans. Entrenada finalment per Fernando Hierro, la selecció va caure eliminada en vuitens de final.
Rubiales va ser elegit el 7 de febrer de 2019 com a membre del Comitè Executiu de la UEFA. Cinc mesos després del nomenament, el 29 de maig, Aleksander Čeferin va proposar el dirigent espanyol com a vicepresident de la institució. El 21 de setembre de 2020 va ser reelegit com a president de la RFEF per al mandat 2020-2024 a l'Assemblea General amb 95 vots a favor i 10 abstencions.
Durant aquest nou mandat, va destacar per ser un dels caps visibles de la candidatura conjunta d'Espanya, Portugal i el Marroc per a organitzar la Copa del Món Masculina de 2030. A més, la RFEF va obtenir dos nous títols en categoria absoluta: la Lliga de les Nacions de la UEFA 2022-23 i la Copa del Món Femenina de 2023.
Després de l'escàndol posterior a les celebracions d'aquest darrer títol, el 26 d'agost la FIFA va comunicar la suspensió de funcions de Rubiales, per un període inicial de 90 dies. Tres setmanes després dels fets, el 10 de setembre, el canari va anunciar la seva dimissió del càrrec de president de la RFEF i del de vicepresident de la UEFA.

### Investigació per la UCO
El març de 2024, la Unitat Central Operativa de la Guàrdia Civil espanyola va registrar casa seva amb l'objectiu de trobar proves de diversos contractes irregulars de la RFEF i la Fiscalia va ordenar la seva extradició i detenció, ja que en aquell moment es trobava a la República Dominicana, fet que es va consumar a la seva arribada a l'aeroport de Madrid-Barajas.

## Controvèrsies

### Catalanofòbia
El 3 de juny de 2018, el FC Barcelona femení va guanyar la Copa de la Reina contra el Club Atlético de Madrid Féminas i les jugadores blaugranes van voler celebrar el títol col·locant la bandera de Catalunya en una de les orelles de la copa amb l'objectiu que hi aparegués a la fotografia d'equip. Tanmateix, Rubiales va intentar censurar la senyera i obligar les jugadores a treure-la del trofeu. Malgrat això, la portera i capitana blaugrana Laura Ràfols va plantar cara a la catalanofòbia de Rubiales i va aixecar la copa amb la senyera.

### Supercopa Files
El 18 d'abril del 2022, el mitjà digital espanyol El Confidencial va publicar diversos documents i àudios filtrats, que van denominar Supercopa Files, que incloïen converses ocorregudes el 2019 entre Rubiales i el futbolista i empresari Gerard Piqué. Als àudios, Rubiales negociava el pagament a Piqué d'unes comissions relatives al fet que la Supercopa d'Espanya es jugués a l'Aràbia Saudita. Una de les condicions era que dos dels quatre equips participants fossin sempre el FC Barcelona (el club de Piqué) i el Reial Madrid. D'aquestes comissions també en sortiria beneficiat el mateix Rubiales a causa de la part variable del seu sou a la federació. La filtració d'aquests àudios va suscitar una notable polèmica i va obligar a donar explicacions tant a Piqué com al mateix Luis Rubiales.

#### Demanda a Viquipèdia
Segons va informar el mateix mitjà, els serveis jurídics de la Federació, amb l'advocat Pedro González Segura al capdavant, haurien iniciat el desembre de 2022 un procediment legal en un jutjat de Valladolid contra la Viquipèdia en espanyol. L'entitat considerava que els continguts publicats en l'enciclopèdia en línia relacionats amb els Supercopa Files suposaven un desprestigi per a la RFEF i els seus dirigents. La demanda se centra en informació vinculada a escàndols, els quals a més dels assetjaments sexuals a jugadores s'inclou les negociacions de venda de la Supercopa d'Espanya a l'Aràbia Saudita, implicant comissions i beneficis personals, així com missatges despectius cap a equips de la lliga espanyola.
Tot i que la Viquipèdia no posseeix la capacitat d'editar directament els seus propis articles, pel que sembla, se li hauria comunicat a Rubiales que aquesta limitació sorgeix perquè són els usuaris els qui duen a terme la tasca d'edició. En aquest context, se li hauria aconsellat que expressés els seus arguments a la secció de discussió de l'article corresponent. També se li hauria suggerit l'opció de proporcionar fonts fiables que puguin aportar claredat i matisos a la informació ja publicada i referenciada.

### Filtració de missatges
L'octubre del 2022, El Confidencial va publicar una conversa realitzada per WhatsApp en què Rubiales es referia a diversos equips espanyols de manera despectiva. Deia que li "queien malament" el Vila-real CF, Sevilla FC i València CF, i anomenava «patètic» a l'Atlètic de Madrid.

### Acusacions d'assetjament sexual

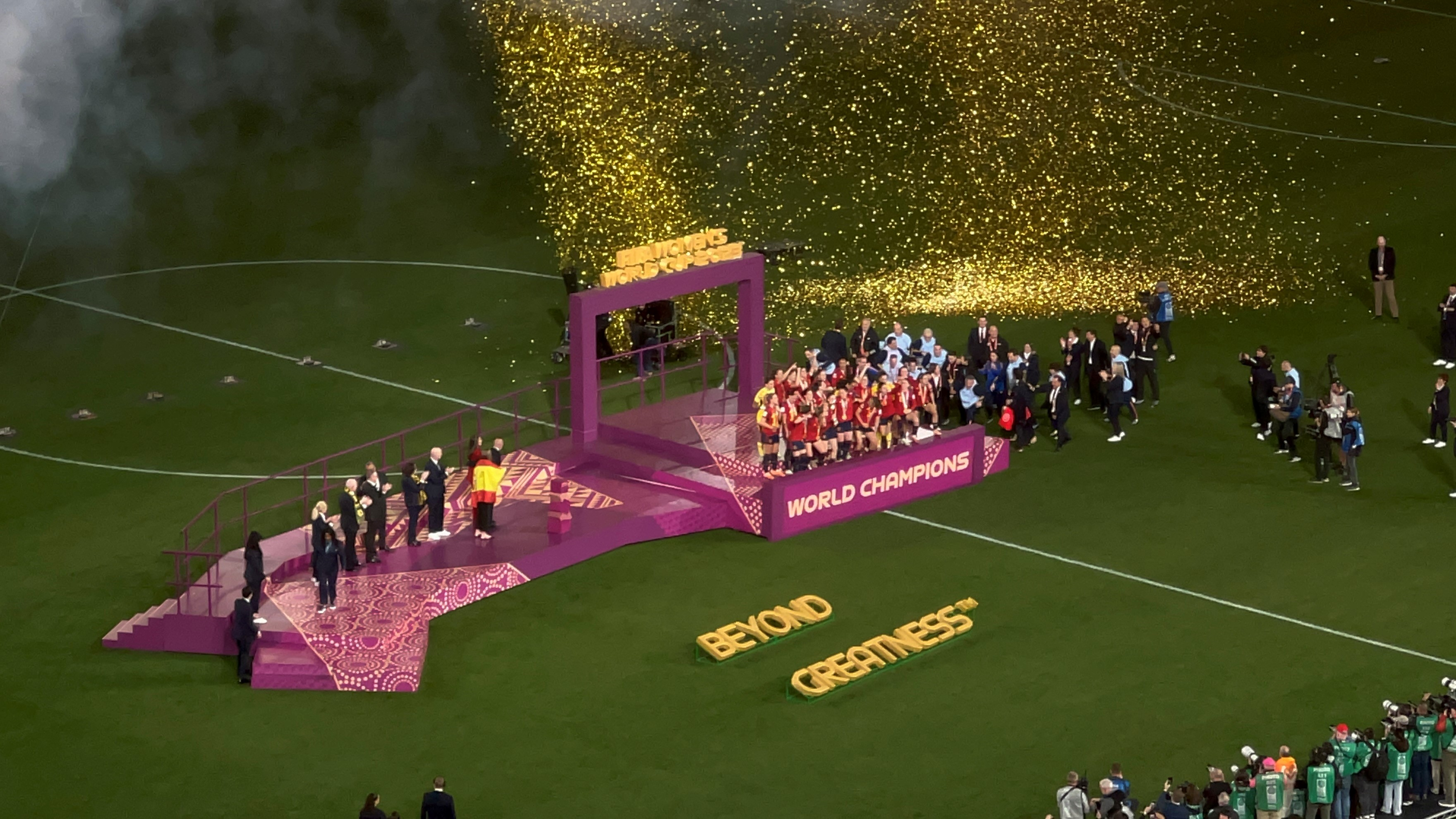
La selecció femenina celebrant el títol de campiones del món, instants després de produir-se el petó de Luis Rubiales (a l'esquerra de la tarima, amb calçat esportiu blanc) a l'atacant Jenni Hermoso (en la segona filera del grup de futbolistes, la segona començant per l'esquerra).

El 20 d'agost de 2023, després que Espanya guanyés la Copa del Món femenina, Rubiales va ser gravat besant per força als llavis a la migcampista Jenni Hermoso durant la cerimònia d'entrega de medalles. El president de la RFEF també va ser criticat pel seu comportament groller a la llotja de l'estadi, quan va celebrar el gol de la selecció espanyola agafant-se els genitals mentre era dret, al costat de la Reina Letizia i de la Infanta Sofia, menor d'edat. Rubiales i altres càrrecs de la Federació, presumptivament haurien instigat Hermoso i els seus familiars, per aconseguir que la jugadora fes un comunicat exculpant el dirigent pel petó.
Els dies següents, Rubiales va enfrontar-se a dures crítiques pel seu comportament durant les celebracions, incloses crides d'alts càrrecs del Govern perquè dimitís. L'AFE va emetre un comunicat oficial en què afirmava que, si no dimitia immediatament, exigirien que se li apliqués la Llei de l'Esport. Segons Relevo, del Grup Vocento, hauria pregat a Hermoso que aparegués al seu costat en un vídeo de disculpes, mentre que el seleccionador Jorge Vilda va fer diverses peticions infructuoses a la família de la jugadora perquè sortís en suport de Rubiales. A més, la RFEF va enviar a l'Agència EFE una declaració falsa d'Hermoso en què condonava el comportament de Rubiales.
Actuant a través del seu sindicat de jugadores Futpro, la madrilenya va demanar a la RFEF -sense esmentar-ne directament el president-, que vetllés pels drets de les jugadores de Futpro i prengués «mesures exemplars». La Lliga F va presentar una denúncia davant del Consell Superior d'Esports (CSD) demanant la inhabilitació del dirigent. La Federació Internacional d'Associacions de Futbolistes Professionals (FIFPRO), organització que representa els futbolistes professionals a tot el món, va exigir que es prenguessin mesures immediates i s'investiguessin les seves accions en virtut del codi ètic de la FIFA.
La RFEF va anunciar que celebraria una Assemblea General Extraordinària d'emergència el 25 d'agost. Tot i que la premsa especulava amb la dimissió de Rubiales, aquest va ratificar-se en el càrrec, mantenint la seva versió que el petó a Hermoso havia estat consentit, va clamar contra la «xacra del fals feminisme» i va denunciar haver patit una «cacera» des que ocupava el càrrec.
Mentrestant, el 24 d'agost, la Comissió Disciplinària de la FIFA havia obert un procediment disciplinari contra Rubiales. Dos dies després, el 26 d'agost, va resoldre la suspensió provisional del dirigent, per un termini inicial de 90 dies, de totes les activitats relacionades amb el futbol a nivell nacional i internacional. Aleksander Čeferin, president de la UEFA, va assegurar que la suspensió de la FIFA s'aplicava també a les funcions que Rubiales desenvolupava a l'organisme com a vicepresident, motiu pel qual no havien fet cap altre procediment disciplinari.
El 6 de setembre es va saber que Hermoso havia interposat una denúncia davant la Fiscalia. A continuació, l'organisme va presentar una querella pels delictes d'agressió sexual (art. 178 del Codi Penal) i coaccions (art. 172). Les companyes d'Hermoso a la selecció, Alexia Putellas, Irene Paredes i Misa Rodríguez van haver de testificar-hi, confirmant les pressions exercides per part de la direcció esportiva de la RFEF a la madrilenya.
Rubiales va presentar la seva dimissió dels càrrecs a la RFEF i la UEFA el 10 de setembre. El 30 d'octubre, la Comissió Disciplinària de la FIFA va inhabilitar Rubiales per exercir qualsevol activitat relacionada amb el futbol, per un període de tres anys, pendent de recurs.
El febrer de 2025 va tenir lloc el judici de Rubiales pels càrrecs d'agressió sexual i coacció. Es va produir a l'Audiència Nacional, doncs presumptivament, els fets havien corregut a l'estranger. El jutge va declarar culpable a Rubiales per fer un petó no consentit a Hermoso, condemnant-lo a pagar una multa de 10.800 €. Pel càrrec de coacció, va exculpar tant Rubiales com la resta d'acusats: el seleccionador, Jorge Vilda; l'exdirector de la secció masculina, Albert Luque; i el cap de màrqueting de la RFEF, Rubén Rivera.

## Premis i reconeixements
El 2016 va rebre el premi Golsmedia "per la seva tasca en defensa del col·lectiu de futbolistes tant professionals com semiprofessionals, garantint els seus drets laborals, econòmics, formatius i socials".
L'Ajuntament de Motril va entregar, el 2021, la Medalla d'Or de la ciutat al dirigent, qui s'havia criat en aquesta localitat granadina.